# Piverone
Piverone is een gemeente in de Italiaanse provincie Turijn (regio Piëmont) en telt 1267 inwoners (31-12-2004). De oppervlakte bedraagt 11,1 km², de bevolkingsdichtheid is 114 inwoners per km².

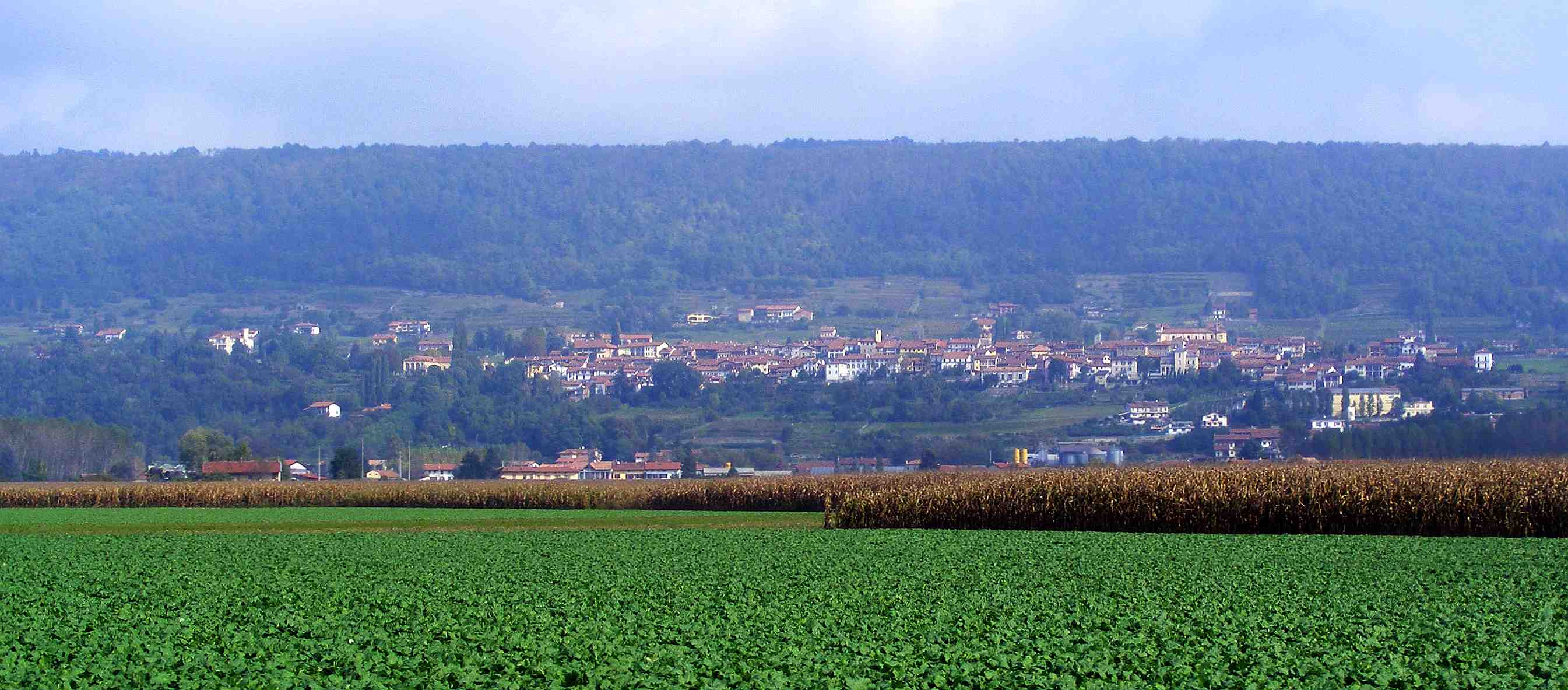
Piverone
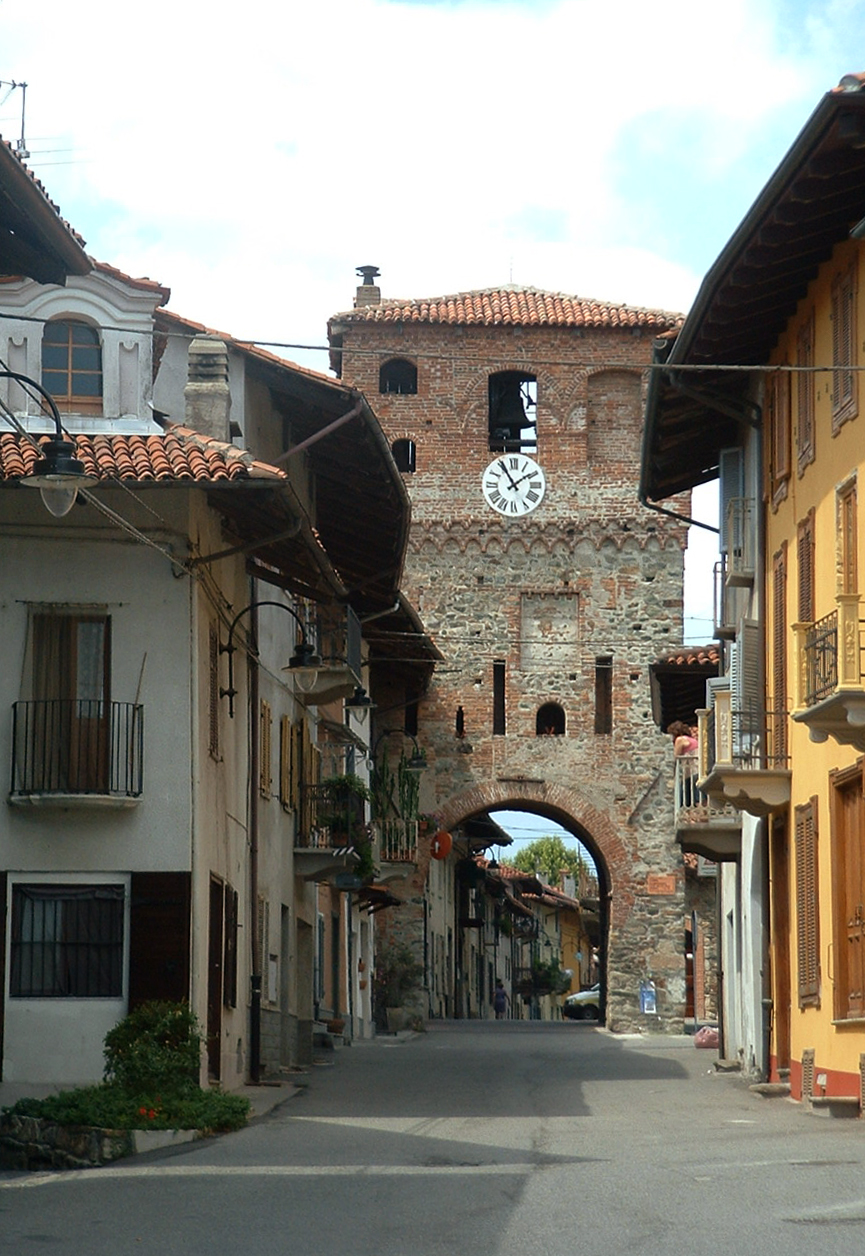
Romeinse poort in Piverone

## Demografie
Piverone telt ongeveer 546 huishoudens. Het aantal inwoners steeg in de periode 1991-2001 met 10,3% volgens cijfers uit de tienjaarlijkse volkstellingen van ISTAT.
| Jaar | Inwoneraantal |
| ---- | ------------- |
| 1991 | 1144          |
| 2001 | 1262          |

## Geografie
Piverone grenst aan de volgende gemeenten: Palazzo Canavese, Zimone (BI), Magnano (BI), Albiano d'Ivrea, Azeglio, Viverone (BI).